# 耿于垣
耿于垣，直隸順天府大兴县人。清朝官员、進士出身。

## 生平
顺治二年（1645年）舉乙酉科順天鄉試，順治三年（1646年）聯登进士二甲第三十一名，授知县。